# Bakary Soumaré
Bakary Soumaré (nascido em 9 de Novembro de 1985) é um ex-futebolista malinês. Disputou a Copa das Nações Africanas de  2010.

## Carreira
Soumaré representou o elenco da Seleção Malinesa de Futebol no Campeonato Africano das Nações de 2010.